# 邢少兰
邢少兰（1938年11月24日—），字林亭，号娄江渔父，斋名古松堂、伴竹居、桑榆轩等。邢少兰是现代中国画家，中国美术家协会会员，国家一级美术师，擅长水墨山水和花鸟小品等艺术形式。他的祖籍为山东日照，常年居住于江苏太仓。

## 生平[2]
邢少兰自幼生活在文化底蕴丰富的江南古城太仓。20世纪50年代，他师从画家朱屺瞻学习花卉画，后又向著名画家宋文治学习，专攻山水画。邢少兰先后在上海、山东、南京、云南、苏州等地，以及日本、马来西亚和新加坡等国家举办多次个人画展。他的作品多次入选全国大展，并被毛主席纪念堂及众多纪念馆和美术馆收藏。

## 艺术馆
2015年12月19日，位于浏河镇的邢少兰艺术馆正式对外开放。开馆仪式上，出席嘉宾包括朱屺瞻先生的夫人陈瑞君、马来西亚华人文化协会会长兼中国国家画院院务委员钟正山、江苏省政协原副主席张九汉、市委书记王剑锋，以及市领导邱震德、陈雪嵘、吕寅和朱凤兰等。该艺术馆旨在展示邢少兰的艺术成就，并为公众提供一个欣赏和学习中国绘画的空间。
邢少兰艺术馆坐落于浏河古镇中心北街229号，建筑面积980平方米。

## 作品及展览
2021年4月28日至2021年5月12日，在上海朱屺瞻艺术馆举办“瓜瓞绵绵——邢少兰画展”，向朱屺瞻诞辰130周年致敬。
2023年11月18日至2024年1月14日，在太仓美术馆举办“甲子丹青——邢少兰中国画精品展”及“融古创新——邢曦峰作品展”邢少兰邢曦峰父子展。期间展出了邢少兰多幅作品，包括代表作《六国码头通商图》
2024年10月17日，太仓美术馆举办了“娄东一粟——邢少兰作品捐赠展”，并在美术馆内设立了邢少兰艺术馆分馆，举行了揭牌仪式。邢少兰先生无偿捐赠了包括个人作品、收藏作品、印章、文献及其他物品在内的199件艺术品。本次展览主要围绕这些捐赠的艺术品展开，旨在展示它们的独特价值，并丰富太仓美术馆的文化资源。